# Tudor Arms

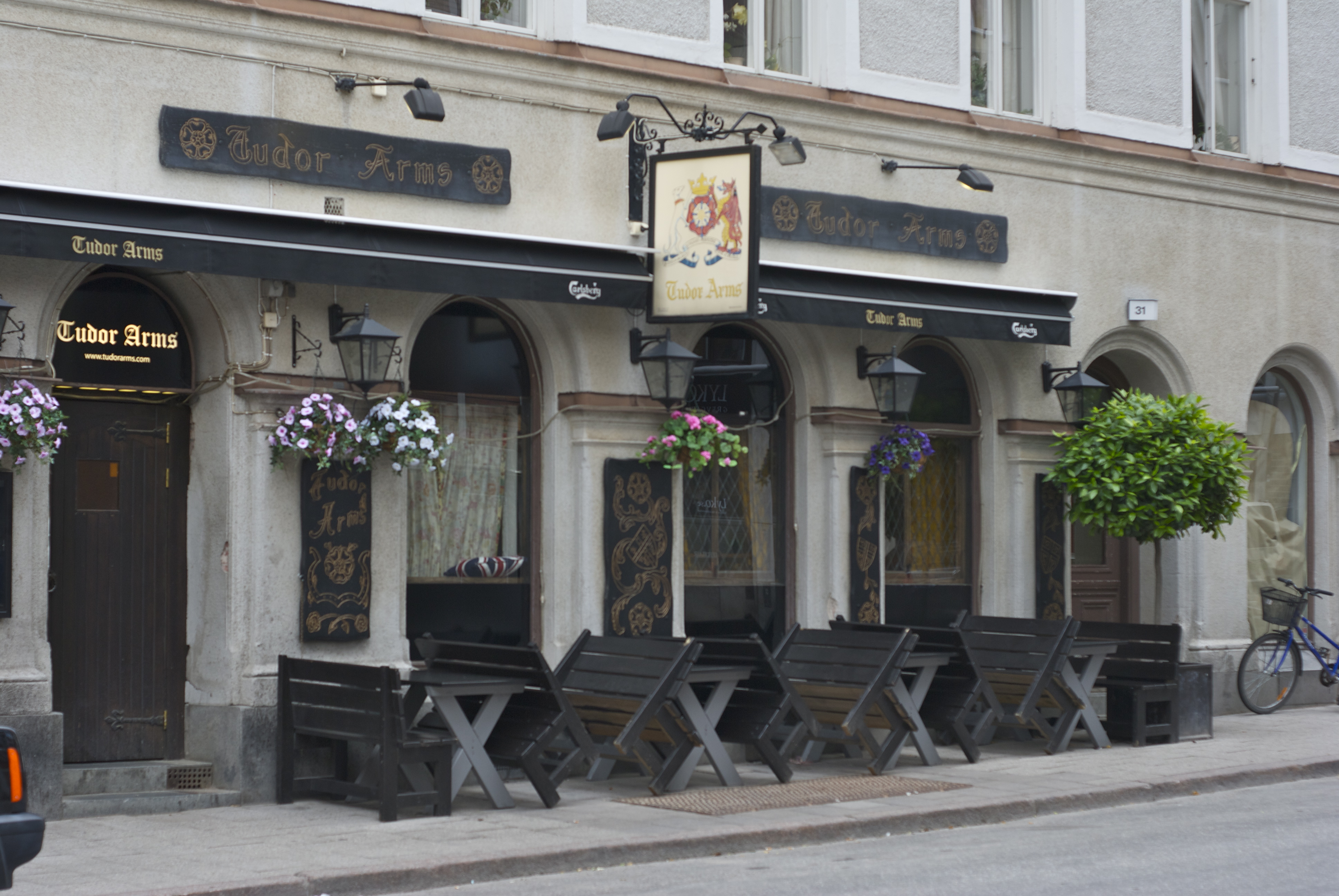
Tudor Arms i juni 2011.

Tudor Arms är en engelsk pub belägen på Grevgatan 31 på Östermalm i Stockholm, öppnad i oktober 1969. 
Puben utnämndes till världens bästa pub utanför England av The Telegraph i maj 2010.